# Urinblåsan

Schema över urinvägarna. Urinblåsan är markerad som 5.

Urinblåsan (latin vesica urinaria) är ett ihåligt ballongformat muskulärt organ. Den ligger i "hålrummet" i bäckenets mitt, och hålls på plats av ligament fästa vid bäckenbenet. Dess funktion är att lagra urin, och den kan utvidgas väsentligt. När den är full sväller den och blir rund, och när den tömts krymper den. En normal urinblåsa kan utan problem rymma ungefär en halvliter urin i många timmar. 
Cirkulära slutarmuskler, sfinktrar, reglerar urinens utflöde från blåsan och ut ur kroppen. Själva blåsan har ett eget muskellager som kan öka trycket inuti blåsan och därmed öka urinflödet. Urintömning är en viljestyrd process, som i allmänhet föranleds av att sträckreceptorer i blåsan ger signaler till hjärnan om att blåsan är full. Detta upplevs som kissnödighet. När man kissar slappar sfinktrarna av och blåsans omgivande muskler drar ihop sig, vilket får urinen att tryckas ut ur blåsan.

## Barometerfunktion
På Island har uppblåsta urinblåsor från kor, fästa i båtmasten, tidvis/förr använts som en primitiv barometer. Barometerfunktionen uppnås genom att den uppblåsta blåsan beroende på omgivande lufttryck står mer eller mindre rakt ut från masten.

## Källhänvisningar
1. ↑  "Skógar Museum, Barometer". Arkiverad 23 februari 2016 hämtat från the Wayback Machine. 55-millimetres.net. Läst 25 juni 2014.